# Bernardo Attolico
Bernardo Attolico (ur.  17 stycznia 1880 w Cannetto di Bari, zm. 9 lutego 1942 w Rzymie) – dyplomata włoski.
Od 1907 do 1912 był w Nowym Jorku komisarzem do spraw emigracji. W 1919 został członkiem Najwyższej Rady Ekonomicznej. Na przełomie 1920–1921 pełnił tymczasowo (jedynie przez 5 tygodni) funkcję Wysokiego Komisarza Ligi Narodów w Wolnym Mieście Gdańsku. W 1922 został zastępcą sekretarza generalnego Ligi Narodów. Pełnił tę funkcję do 1927. 
Następnie był ambasadorem w Brazylii (od 1927), w ZSRR (od 1930) i w III Rzeszy (od 1935). W 1940 objął stanowisko ambasadora przy Stolicy Apostolskiej. Przeniesienie do Watykanu było spowodowane postawą dyplomaty, sprzeciwiającego się przystąpieniu Włoch do wojny. Początkowo uważał, że należy się zbliżyć do Niemiec. Groźba wybuchu wojny zmieniła jego nastawienie do III Rzeszy. Ambasadorem w Watykanie pozostał do śmierci.